# Логвинов, Александр Витальевич
Александр Витальевич Логвинов — российский самбист и тренер, бронзовый призёр первенств СССР среди юношей 1986 и 1987 годов, серебряный (1994, 1997) и бронзовый (1993) призёр чемпионатов России, серебряный (1995) и бронзовый (1997) призёр чемпионатов Европы, обладатель Кубка мира 1997 года, мастер спорта России международного класса, Заслуженный тренер России (2022). Выступал во лёгкой весовой категории (до 62 кг). Был наставником чемпиона Европы и мира, Заслуженного мастера спорта России Антона Коновалова.

## Всероссийские соревнования
- Чемпионат России по самбо 1993 — ;
- Чемпионат России по самбо 1994 — ;
- Чемпионат России по самбо 1997 — ;